# Coppa Italia 2015-2016 (hockey su pista)
La Coppa Italia 2015-2016 è stata la 47ª edizione della principale coppa nazionale italiana di hockey su pista. La competizione ha avuto luogo con la formula della final eight dal 25 al 28 febbraio 2016 presso il PalaForte di Forte dei Marmi.
Il trofeo è stato conquistato dall'Amatori Lodi per la terza volta nella sua storia.

## Squadre partecipanti
| Qualificazione                                   | Club            |
| ------------------------------------------------ | --------------- |
| 1ª classificata in Serie A1 nel girone di andata | Breganze        |
| 2ª classificata in Serie A1 nel girone di andata | Forte dei Marmi |
| 3ª classificata in Serie A1 nel girone di andata | Matera          |
| 4ª classificata in Serie A1 nel girone di andata | CGC Viareggio   |
| 5ª classificata in Serie A1 nel girone di andata | Amatori Lodi    |
| 6ª classificata in Serie A1 nel girone di andata | Trissino        |
| 7ª classificata in Serie A1 nel girone di andata | Bassano         |
| 8ª classificata in Serie A1 nel girone di andata | Follonica       |

## Risultati

### Tabellone
|  | Quarti di finale | Quarti di finale | Quarti di finale |         |               | Semifinali | Semifinali | Semifinali |  |  | Finale | Finale       | Finale |
|  |                  |                  |                  |         |               |            |            |            |  |  |        |              |        |
|  | 1                | Breganze         | 3                |         |               |            |            |            |  |  |        |              |        |
|  | 8                | Follonica        | 1                |         |               |            |            |            |  |  |        |              |        |
|  | 8                | Follonica        | 1                |         | 1             | Breganze   | 3          |            |  |  |        |              |        |
|  |                  |                  |                  |         | 1             | Breganze   | 3          |            |  |  |        |              |        |
|  |                  | 5                | Amatori Lodi     | 5       |               |            |            |            |  |  |        |              |        |
|  | 4                | 5                | Amatori Lodi     | 5       | CGC Viareggio | 3          |            |            |  |  |        |              |        |
|  | 4                |                  |                  |         | CGC Viareggio | 3          |            |            |  |  |        |              |        |
|  | 5                | Amatori Lodi     | 4                |         |               |            |            |            |  |  |        |              |        |
|  |                  |                  |                  |         |               |            |            |            |  |  | 5      | Amatori Lodi | 5      |
|  |                  |                  | 7                | Bassano | 2             |            |            |            |  |  |        |              |        |
|  | 2                | Forte dei Marmi  | 6(1)             |         |               |            |            |            |  |  |        |              |        |
|  | 7                | Bassano          | 6(2)             |         |               |            |            |            |  |  |        |              |        |
|  | 7                | Bassano          | 6(2)             |         | 7             | Bassano    | 6          |            |  |  |        |              |        |
|  |                  |                  |                  |         | 7             | Bassano    | 6          |            |  |  |        |              |        |
|  |                  | 3                | Matera           | 5       |               |            |            |            |  |  |        |              |        |
|  | 3                | 3                | Matera           | 5       | Matera        | 3          |            |            |  |  |        |              |        |
|  | 3                |                  |                  |         | Matera        | 3          |            |            |  |  |        |              |        |
|  | 6                | Trissino         | 0                |         |               |            |            |            |  |  |        |              |        |

### Quarti di finale
| Arbitri: | Da Prato (Viareggio) Ferrari (Viareggio) |

|                                                 |            |                     |
| M. Cocco 3'49" Á. Giménez 10'08" Teixidó 24'36" | Marcatori  | 28'56" M. Rodríguez |
| De Gerone                                       | Allenatori | Polverini           |

| Arbitri: | Ferraro (Bassano del Grappa) Galoppi (Follonica) |

|                                                 |            |                                                                  |
| Muglia 18'26" Jepi Selva 20'46" Montigel 38'41" | Marcatori  | 1'11" Illuzzi 10'57" A. Verona 27'11" Ambrosio 32'00" F. Platero |
| A. Bertolucci                                   | Allenatori | P. De Rinaldis                                                   |

| Arbitri: | Strippoli (Bari) Silecchia (Giovinazzo) |

|                                                                                          |                      |                                                                            |
| Pedro Gil 12'52" 49'00" Torner 16'17" D. Motaran 21'17" M. Pagnini 23'05" Cancela 28'59" | Marcatori            | 0'24" 21'07" D. Giménez 14'02" 15'40" 27'45" D. Nicoletti 33'25" Tataranni |
| Pedro Gil                                                                                | Tiri di rigore 1 – 2 | E. García D. Giménez                                                       |
| Bresciani                                                                                | Allenatori           | Marzella                                                                   |

| Arbitri: | Da Prato (Viareggio) Molli (Viareggio) |

|                                         |            |      |
| G. Romero 31'33" J. López 43'20" 47'36" | Marcatori  |      |
| Resende                                 | Allenatori | Rigo |

### Semifinali
| Arbitri: | Eccelsi (Novara) Fronte (Novara) |

|                                      |            |                                                                 |
| Á. Giménez 3'27" De Oro 9'37" 23'23" | Marcatori  | 18'49" F. Platero 22'03" 24'35" 49'49" Ambrosio 25'44" Malagoli |
| De Gerone                            | Allenatori | P. De Rinaldis                                                  |

| Arbitri: | Ferrari (Viareggio) Molli (Viareggio) |

|                                                                                   |            |                                                                 |
| Tataranni 11'32" E. García 22'45" 28'11" 38'36" S. Amato 47'07" D. Giménez 48'32" | Marcatori  | 3'47" J. López 22'34" 49'02" 49'50" G. Romero 46'54" V. Antezza |
| Marzella                                                                          | Allenatori | Resende                                                         |

### Finale
| Arbitri: | Eccelsi (Novara) Fronte (Novara) |

|                                                                           |           |                                    |
| F. Platero 19'08" 43'59" Malagoli 31'21" A. Verona 35'27" Ambrosio 47'30" | Marcatori | 19'30" D. Giménez 46'43" E. García |

| Amatori Lodi      |    |                       |
|                   |    |                       |
| P                 | 54 | Adrià Català          |
| E                 | 5  | Federico Ambrosio     |
| E                 | 9  | Domenico Illuzzi      |
| E                 | 14 | Alessandro Verona     |
| E                 | 57 | Franco Platero        |
| E                 | 6  | Andrea Malagoli       |
| E                 | 8  | Enrico Pochettino     |
| E                 | 11 | Riccardo Bernabé      |
| E                 | 88 | Francesco De Rinaldis |
| P                 | 49 | Riccardo Porchera     |
| Allenatore:       |    |                       |
| Paolo De Rinaldis |    |                       |

| Bassano       |  |                   |
|               |  |                   |
| P             |  | Mauro Dal Monte   |
| E             |  | Samuel Amato      |
| E             |  | Emanuel García    |
| E             |  | Darío Giménez     |
| E             |  | Diego Nicoletti   |
| E             |  | Andrea Bolcato    |
| E             |  | Filippo Dal Monte |
| E             |  | Franco Ferruccio  |
| E             |  | Massimo Tataranni |
| P             |  | Bruno Sgaria      |
| Allenatore:   |  |                   |
| Pino Marzella |  |                   |